# 迪亚曼蒂纳刀翅蜂鸟
迪亚曼蒂纳刀翅蜂鸟（学名：Campylopterus diamantinensis），是雨燕目蜂鸟科的一种鸟类。
迪亚曼蒂纳刀翅蜂鸟体重约8.3克，翼长约72.3毫米，嘴峰长约30.2毫米，喙宽度约2.7毫米，喙厚度约2.9毫米，跗蹠长约5.6毫米，尾长约47毫米。迪亚曼蒂纳刀翅蜂鸟在其分布区内为留鸟，其栖息在密集的高大树木组成的森林中，食性为草食性，主要食物来源是植物的花蜜。
迪亚曼蒂纳刀翅蜂鸟分布于巴西东南部米纳斯吉拉斯州的埃斯皮尼亚苏山脉。该物种是单型物种，没有亚种分化。